# اج (مجله)
اِج (به انگلیسی: Edge) به معنی لبه مجلهای بریتانیایی در حوزهٔ بازی‌های رایانه‌ای و دیگر فناوریها می‌باشد. این مجله به خاطر تماس‌هایش با شرکت‌ها، موضع‌گیری‌های مقالات، نوشتار منحصربه‌فرد سوم شخصی، جوایز سالانه و قدمتش معروف است.